# Flagge Thailands
Die Flagge Thailands (thailändisch ธงชาติ ไทย, RTGS Thong Chat Thai, Aussprache: [tʰoŋ t͡ɕʰâːt tʰaj]), auch Thong Trairong genannt (ธงไตรรงค์, Trairanga, von Sanskrit tri ‚drei‘ und raṅga ‚Farbe‘, gleichbedeutend mit Trikolore), wurde am 28. September 1917 von König Vajiravudh (Rama VI.) eingeführt.

## Beschreibung und Bedeutung

Aufbau der Flagge (Längen- und Breitenverhältnisse)

Die Nationalflagge zeigt fünf waagerechte Streifen in rot-weiß-blau-weiß-rot, wobei das blaue Mittelfeld doppelt so breit ist wie die anderen vier Streifen. Die Streifen sind neunmal so lang, wie einer der schmalen Streifen breit ist.
Rot steht für die Nation, Weiß für die Religion und Blau für die Monarchie.

## Geschichte

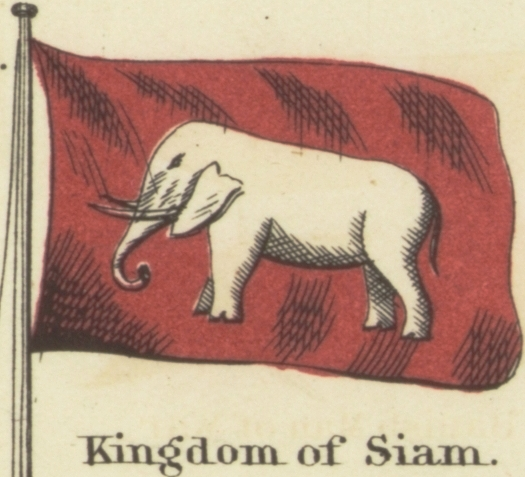
Die Flagge Siams aus Johnson's new chart of national emblems (1868)

Die erste Flagge von Siam, die lediglich aus einer roten Fläche bestand, wurde unter König Narai (1656–1688) eingeführt. Marineflaggen waren später mit verschiedenartigen Symbolen auf dem roten Grund in Verwendung, so zum Beispiel ein weißes Chakra (das Wappen des Gottes Vishnu, welches auch das Symbol des Hauses Chakri darstellte) oder einem Weißen Elefanten inmitten des Chakra.
Die erste offizielle Flagge wurde 1855 durch König Mongkut (Rama IV.) eingeführt und zeigte einen weißen Elefanten (das königliche Symbol) auf rotem Grund, da die rein rote Flagge für internationalen Beziehungen einen zu geringen individuellen Charakter besaß.
Im Jahre 1916 wurde die Flagge verändert und erhielt ihr heutiges Streifendesign, wobei die mittlere Farbe jedoch in demselben Rotton gehalten war, wie die äußeren Streifen. Laut einer Überlieferung soll König Vajiravudh (Rama VI.) während einer Flut die vorherige Flagge gesehen haben, wie sie auf dem Kopf hing. Um dem vorzubeugen, entwarf er eine neue Flagge, die ein symmetrisches Design besaß. 1917 wurde die mittlere Farbe zu einem Dunkelblau verändert, der Glück verheißenden Farbe des Samstags in der thailändischen Astrologie, dem Tag, an dem König Vajiravudh geboren wurde. Gemäß anderen Quellen soll die blaue Farbe gewählt worden sein, um die Verbündeten im Ersten Weltkrieg zu ehren (Frankreich, Großbritannien, Russland, USA), deren Flaggen ebenfalls rot-weiß-blau aufweisen.

Dienstflagge Siams (ca. 1700–1782)
Dienstflagge Siams (1782–1855)
Dienstflagge Siams (1817–1855)
Flagge Siams (1855–1916)
Flagge von Thailand (1916–1917)
Vorderseite der Kriegsflagge im Ersten Weltkrieg
Rückseite der Kriegsflagge im Ersten Weltkrieg

## Marineflaggen

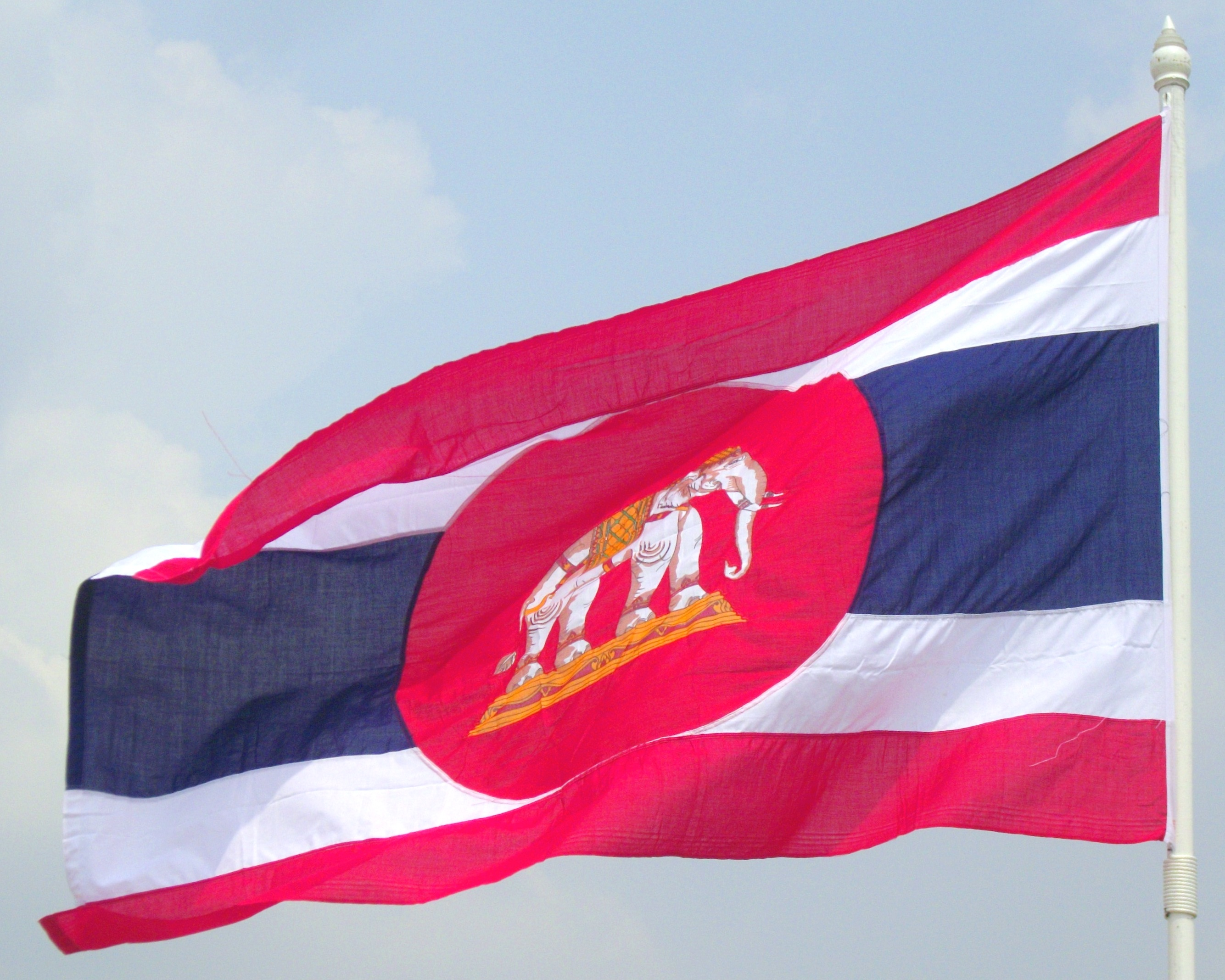
Seekriegsflagge

Die thailändische Seekriegsflagge ist gleich der Nationalflagge, wobei sie einen roten Kreis in der Mitte aufweist, der von den roten Streifen am oberen zum unteren Ende der Flagge reicht. Im Zentrum des Kreises ist ein weißer Elefant abgebildet, der voll ausgekleidet seinen Blick zum Fahnenmast richtet. Die Gösch der Königlichen Thailändischen Marine besitzt gleichfalls das Design der Nationalflagge, enthält jedoch zusätzlich im Zentrum das Emblem der Königlichen Thailändischen Marine. Das Design der Uniform des Marineregiments (ธงชัยเฉลิมพล) entspricht ebenso dieser Flagge. Beide Flaggen sind seit 1917 in Verwendung.

Seekriegsflagge (seit 1917)
Gösch der Königlichen Marine (seit 1917)

## Ähnlichkeit
Die Flagge ähnelt im Aufbau und Farbauswahl der Flagge Costa Ricas, die elf Jahre vor der Flagge Thailands angenommen wurde. Der Unterschied ist die Verteilung der roten und blauen Streifen, die bei Costa Ricas Flagge genau umgekehrt zur thailändischen Flagge ist.
Auch die Flagge des 1936 von der japanischen Besatzungsmacht in der Inneren Mongolei errichteten Marionettenstaates Mengjiang ähnelte bis 1945 der Flagge Costa Ricas bzw. Thailands.

Flagge Costa Ricas
Flagge Mengjiangs

## Literatur

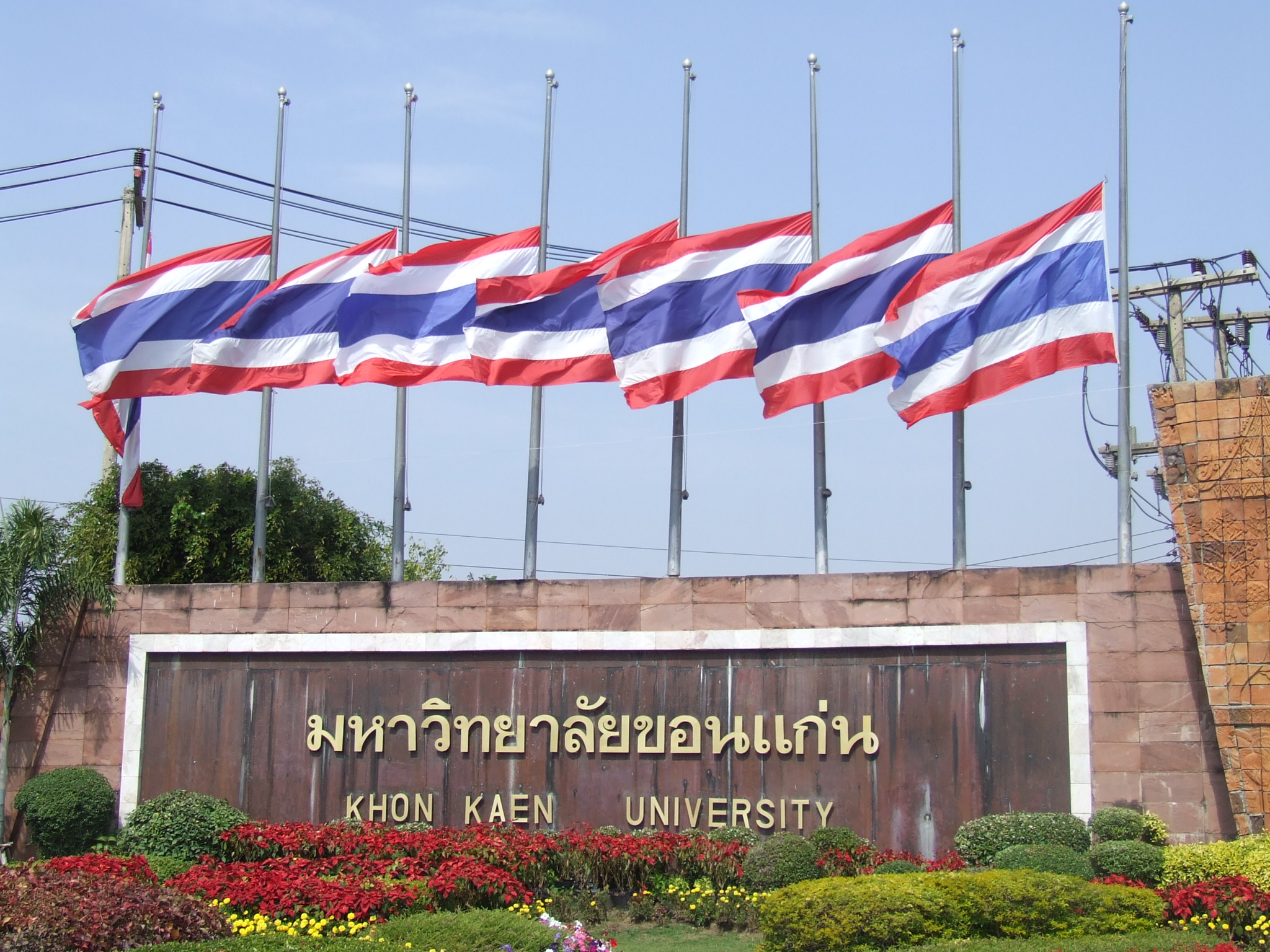
Nationalflaggen auf halbmast